# Salgó Pál
Salgó Pál (Arad, 1910. március 19. – eltűnt 1944. november) erdélyi magyar újságíró.

## Életútja
Középiskolai tanulmányait szülővárosában végezte. Az Aradi Közlöny, majd az Erdélyi Hírlap címen megjelenő újság munkatársa, 1933-ban az aradi színház titkára volt. 1932-ben ő hívta fel a figyelmet az 1849. október 6-án mártírhalált halt s a kivégzés után a vesztőhelyen elhantolt öt tábornok nyugvóhelyére. Az ásatásokról 1932 májusában emlékezetes riportsorozatban számolt be. Ennek részleteit Pintér Lajos Az aradi tizenhárom vértanú (Bukarest, 1973) c. könyvében is fellelhetjük. 1940-ben Észak-Erdélybe települt át, 1944 novemberében eltűnt.